# Monument d'Adam Mickiewicz (Cracovie)
Pour les articles homonymes, voir Monument d'Adam Mickiewicz.
Le Monument d'Adam Mickiewicz (en polonais pomnik Adama Mickiewicza) à Cracovie est une statue en l'honneur du grand poète polonais Adam Mickiewicz, érigé en 1898 à l'occasion du centenaire de sa naissance. Elle trône sur la Place du Marché à proximité de la basilique Sainte Marie. Symbole de la culture polonaise, le monument a été détruit par l'occupant allemand en 1940, puis reconstruit par les Polonais en 1955 pour le centenaire de la mort du poète.

## Histoire

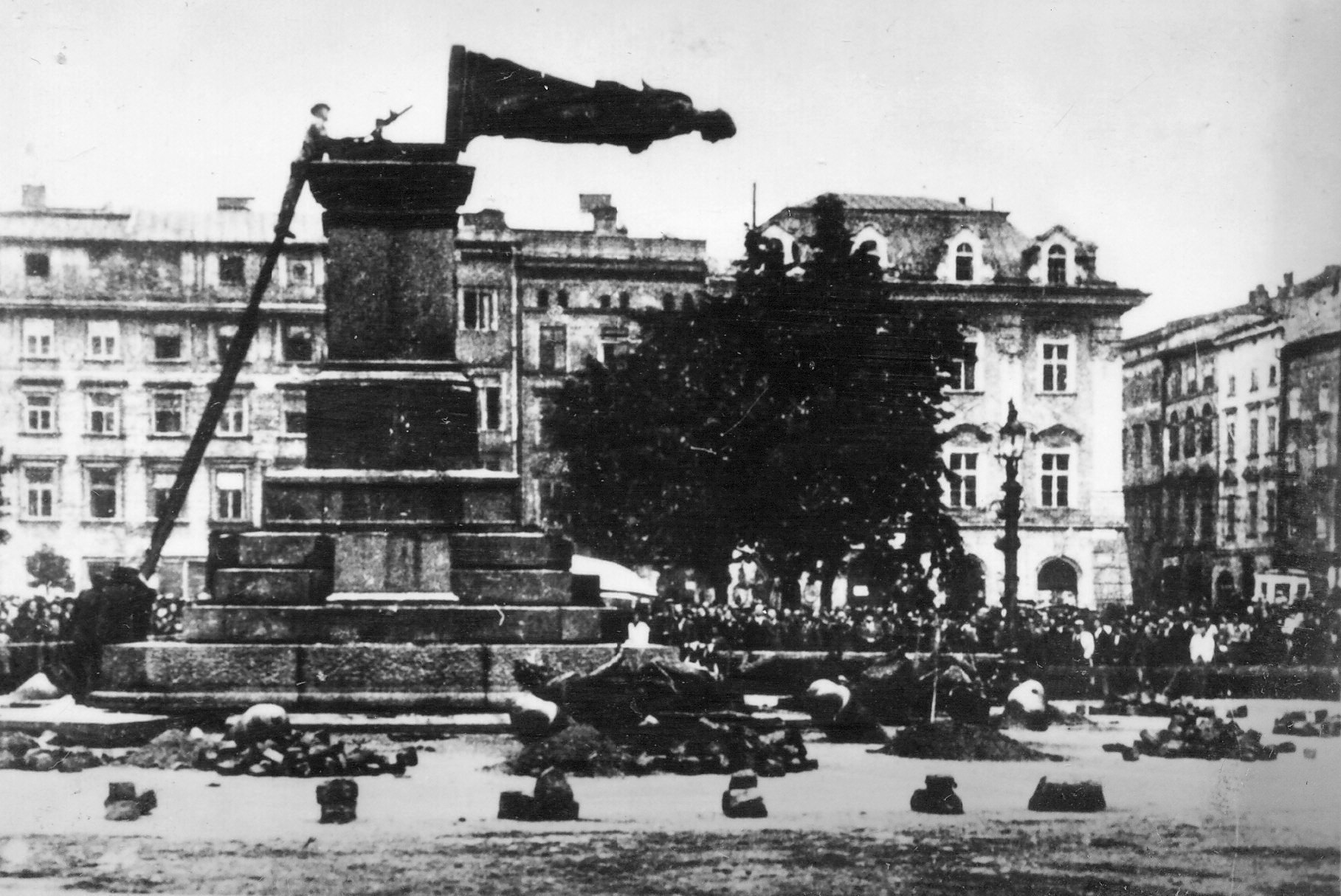
Destruction du monument par les nazis, le 17 août 1940

Le monument fut réalisé en 1895 par Teodor Rygier et inaugurée à l'occasion du retour de France des cendres du poète. Ils sont déposées à la nécropole des rois à la Cathédrale du Wawel.
En 1940, après l'invasion allemande de la Pologne, le monument a été détruit par les nazis. Il n'a retrouvé sa place qu'après une longue restauration en 1955, la plupart des figures ayant été retrouvées et récupérées dans un dépôt à Hambourg en 1946.
Adam Mickiewicz n'avait jamais été à Cracovie. En 1890, 35 ans après sa mort, ses restes y ont été apportés de Paris et déposés dans la Crypte de Saint-Leonard sous la Cathédrale du Wawel.

## La symbolique
Le poète est entouré de quatre figures allégoriques symbolisant la Patrie, la Poésie, la Science et le Courage. La Patrie est symbolisée par un jeune homme levant le bras, la Poésie par une femme tenant une lyre, la Science par un vieillard qui enseigne au jeune homme, tandis que le Courage est symbolisé par un chevalier.
Ce monument, qui se distingue par son style académique, est un vrai lieu de rendez-vous pour les habitants de Cracovie. Chaque 24 décembre, jour de la fête Saint-Adam, les fleuristes du Place du Marché déposent un bouquet de fleurs au pied de la statue en mémoire du poète.

## Galerie

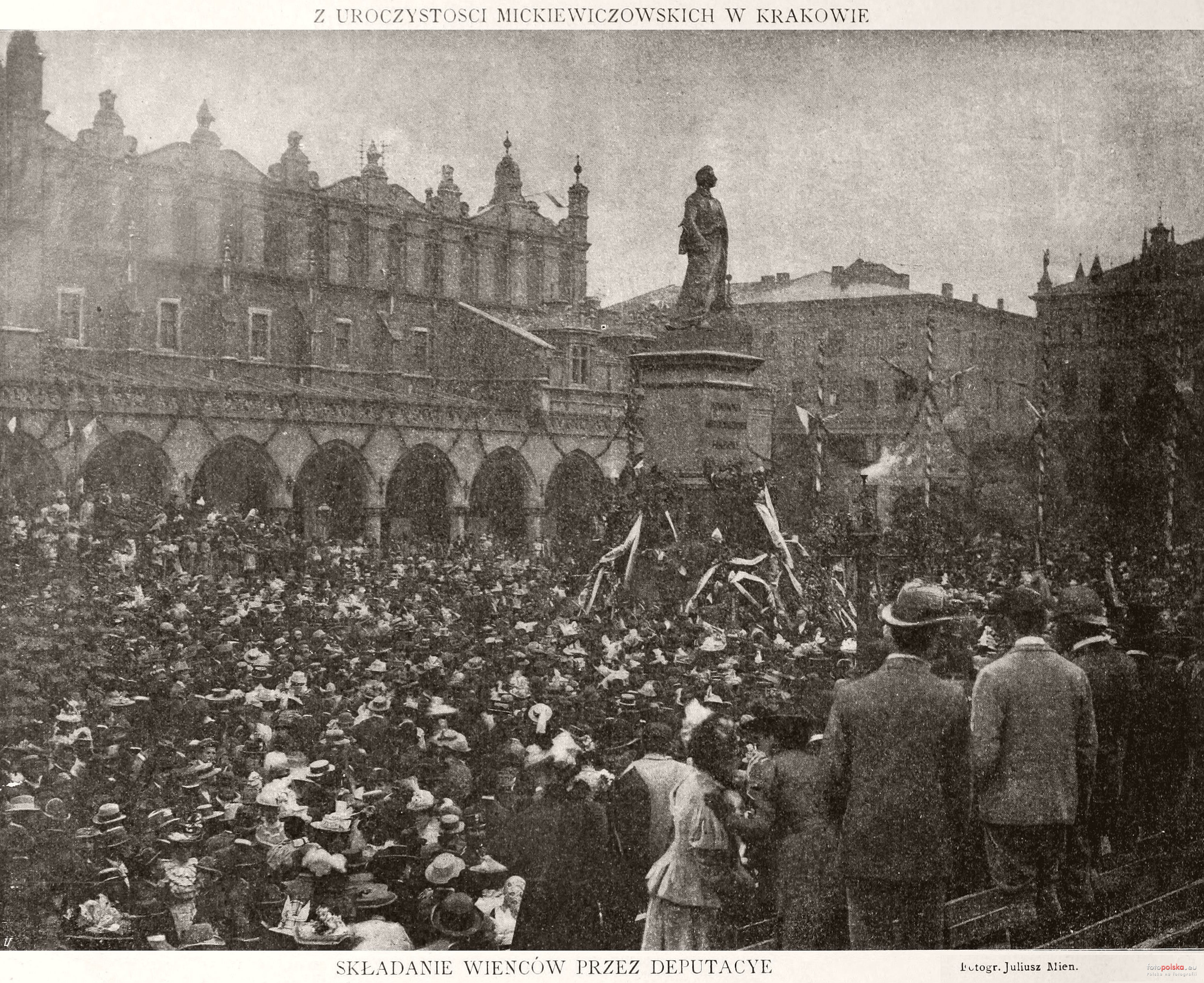
L’inauguration solennelle du monument, 1898.
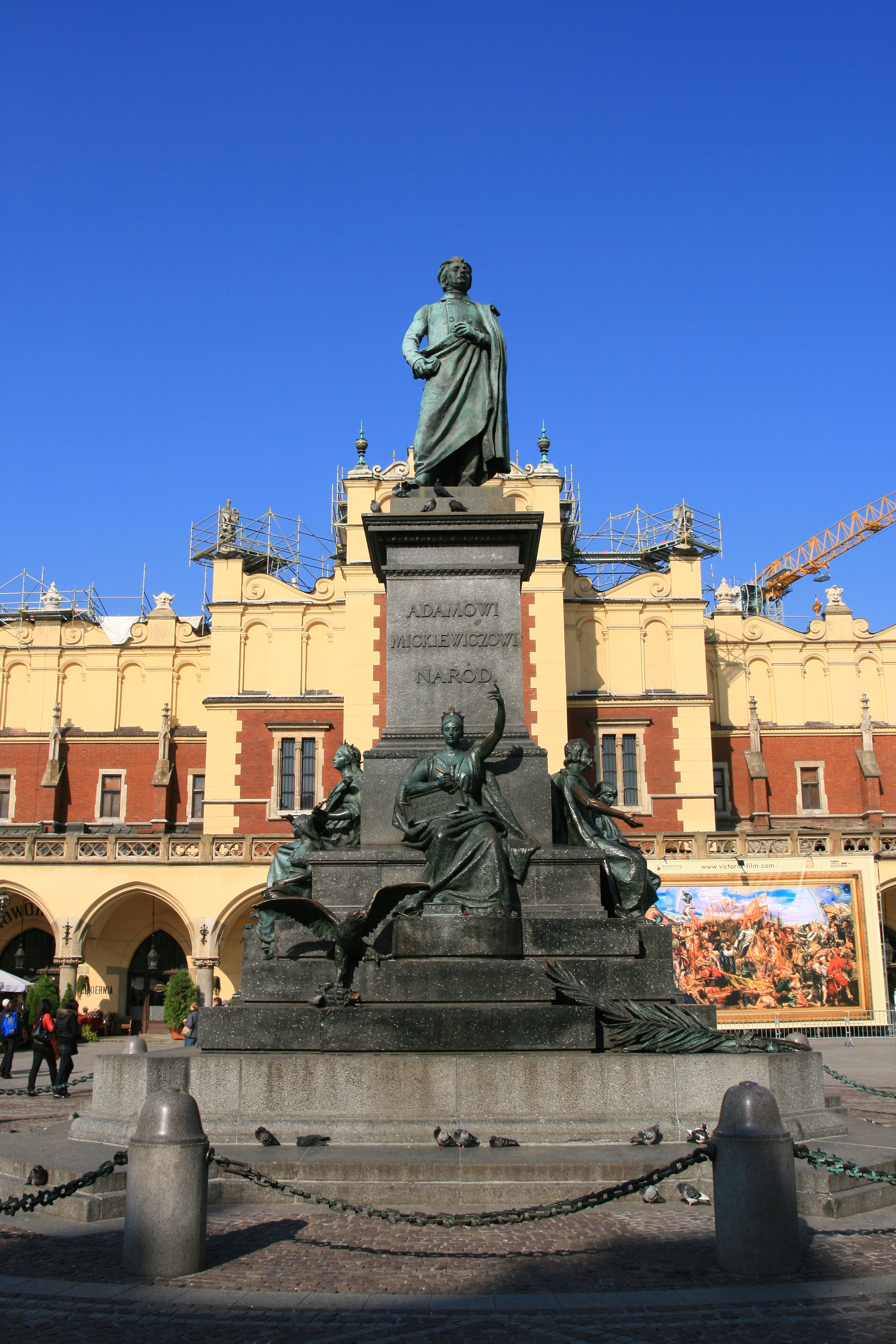
Le monument en 2008.
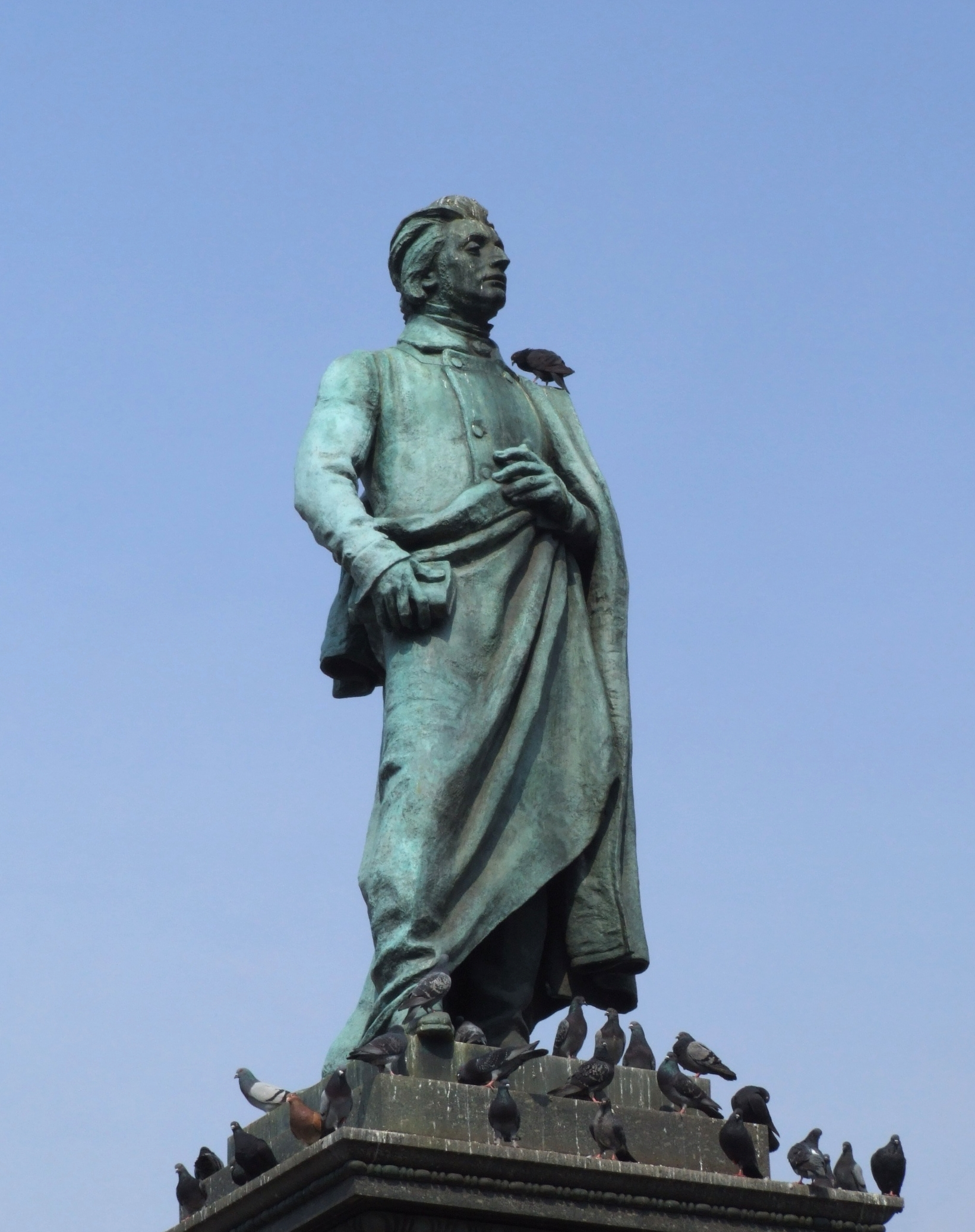
La statue d’Adam Mickiewicz.
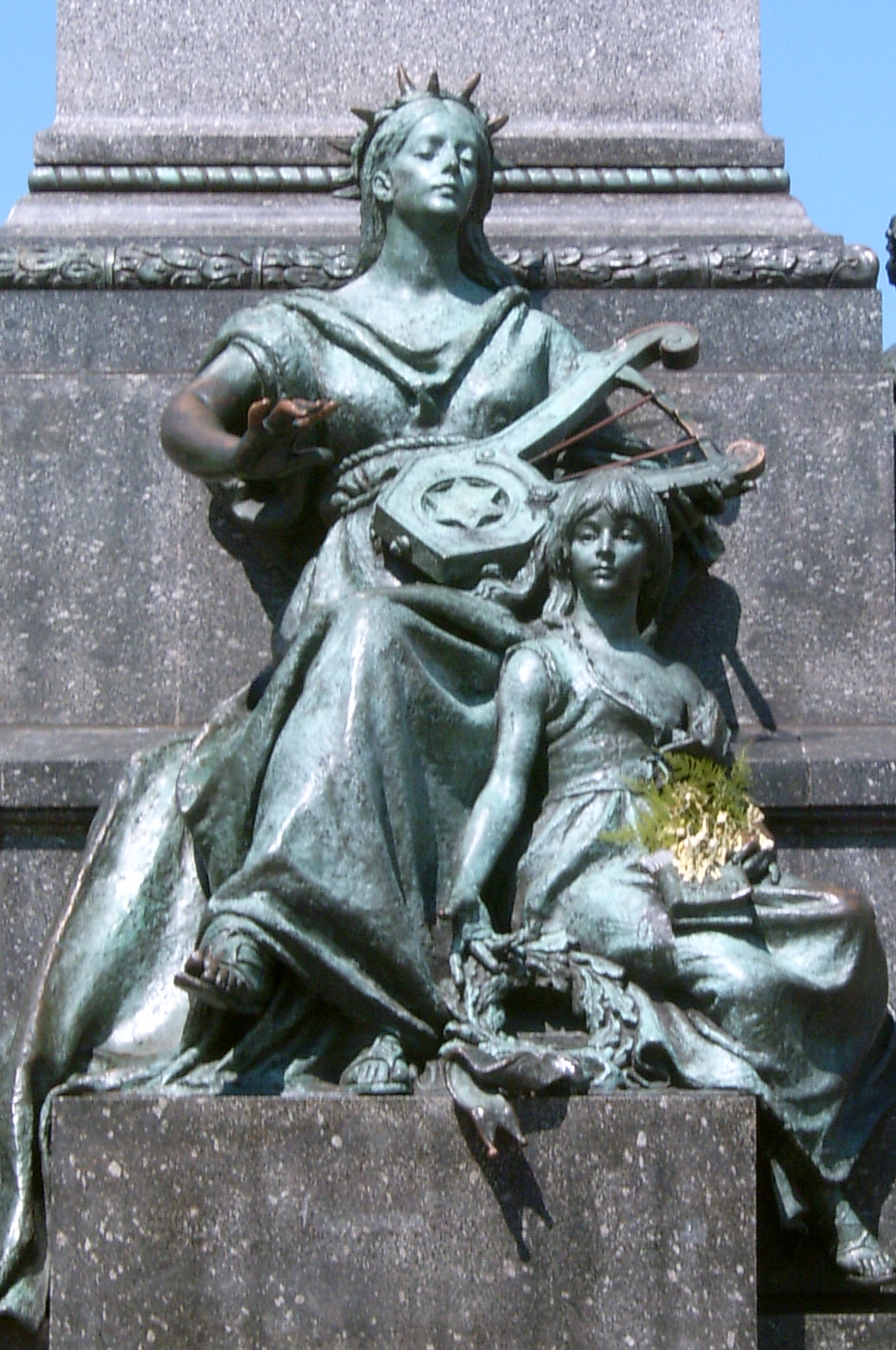
Allégorie de la poésie.
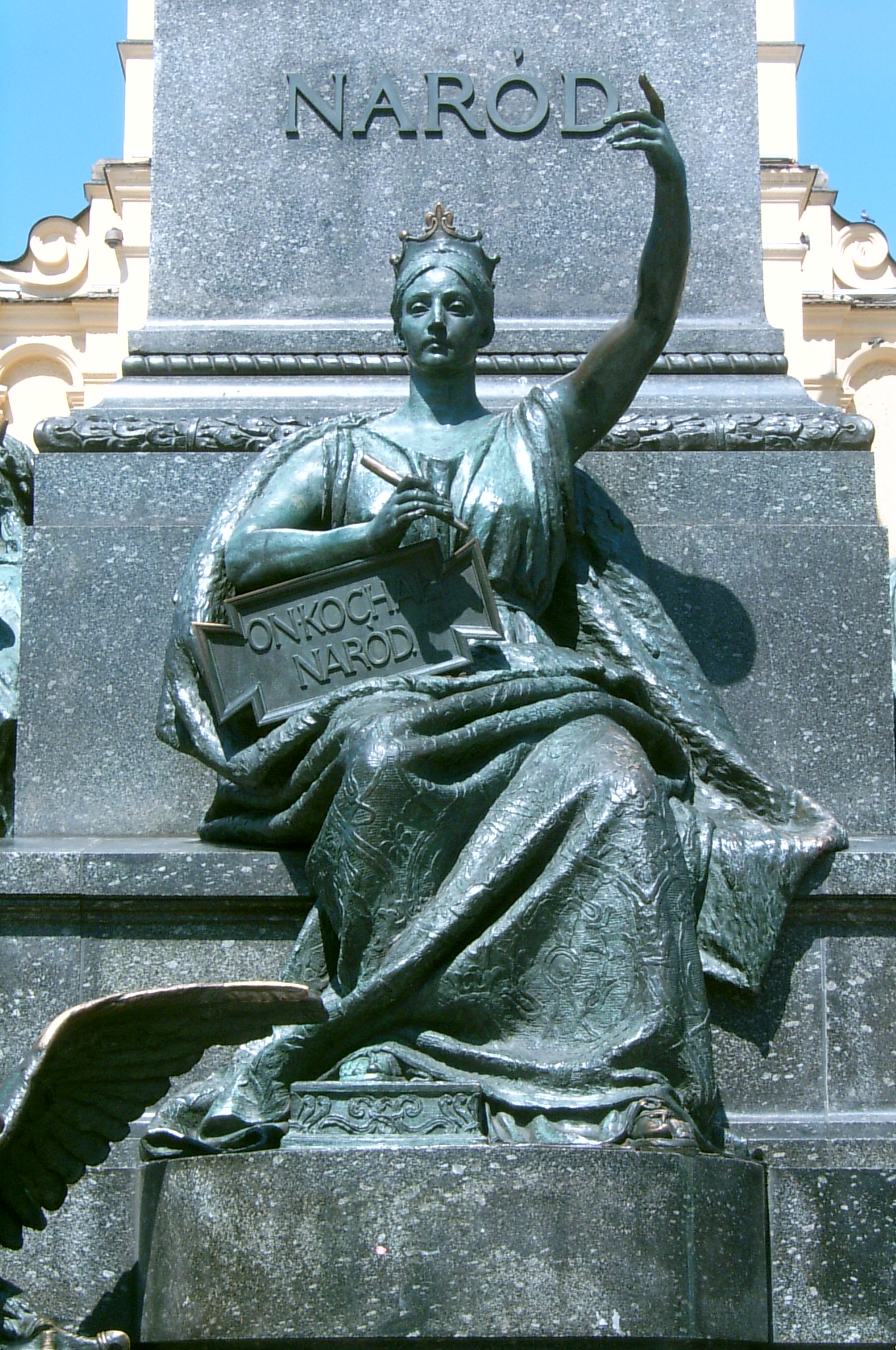
Allégorie de la patrie.
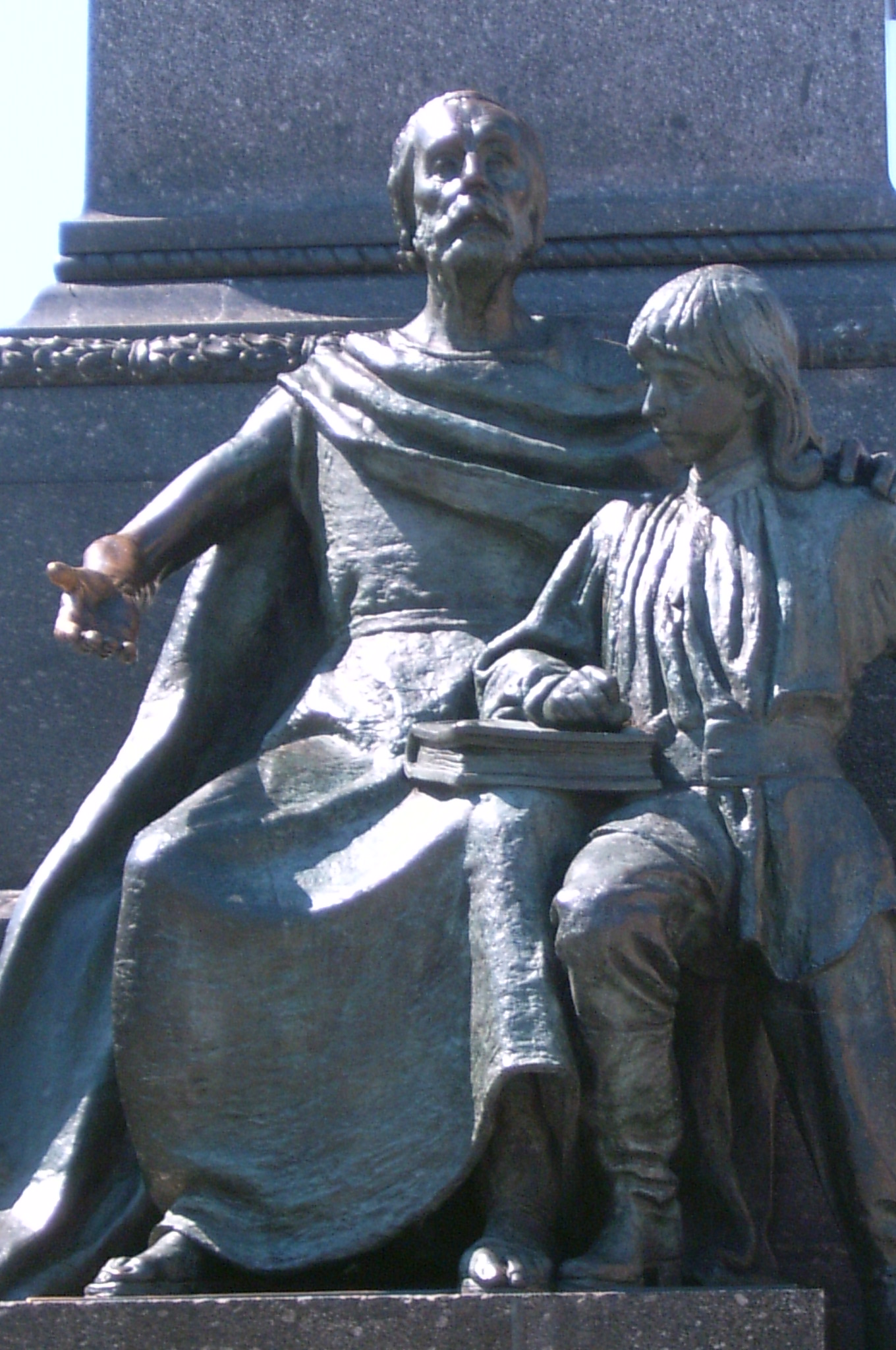
Allégorie de la science.
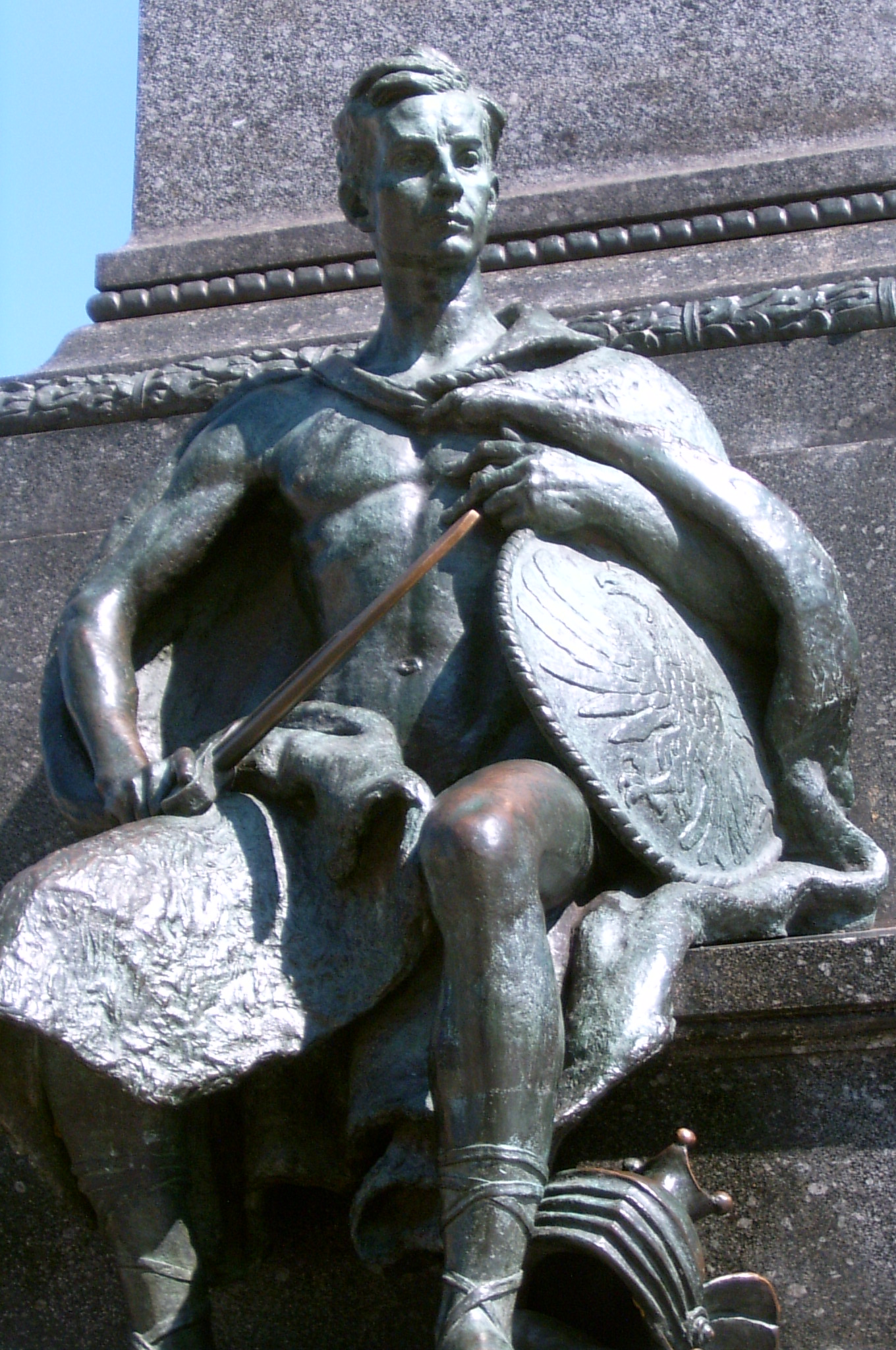
Allégorie de la bravoure.
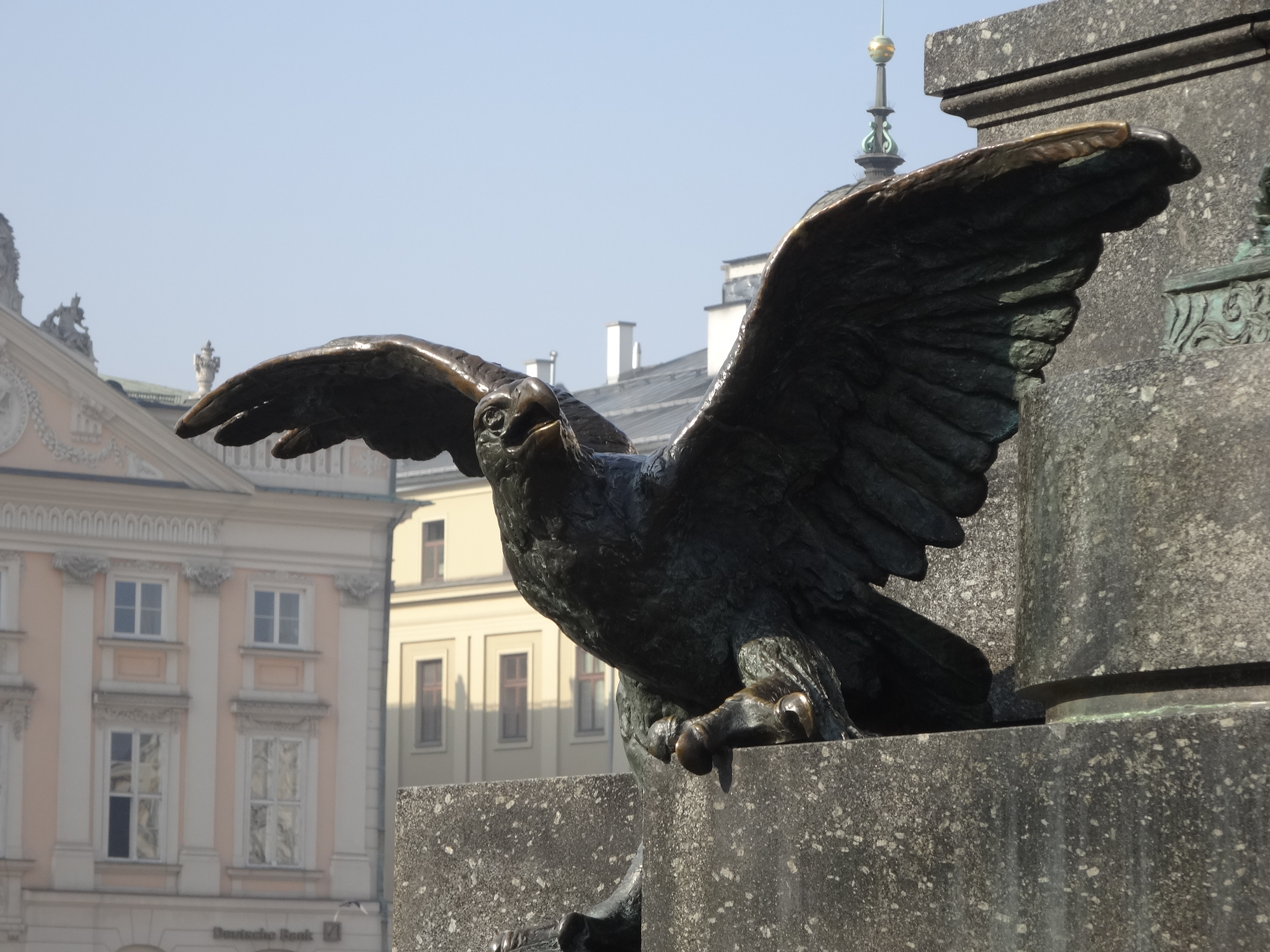
La sculpture de l’aigle.
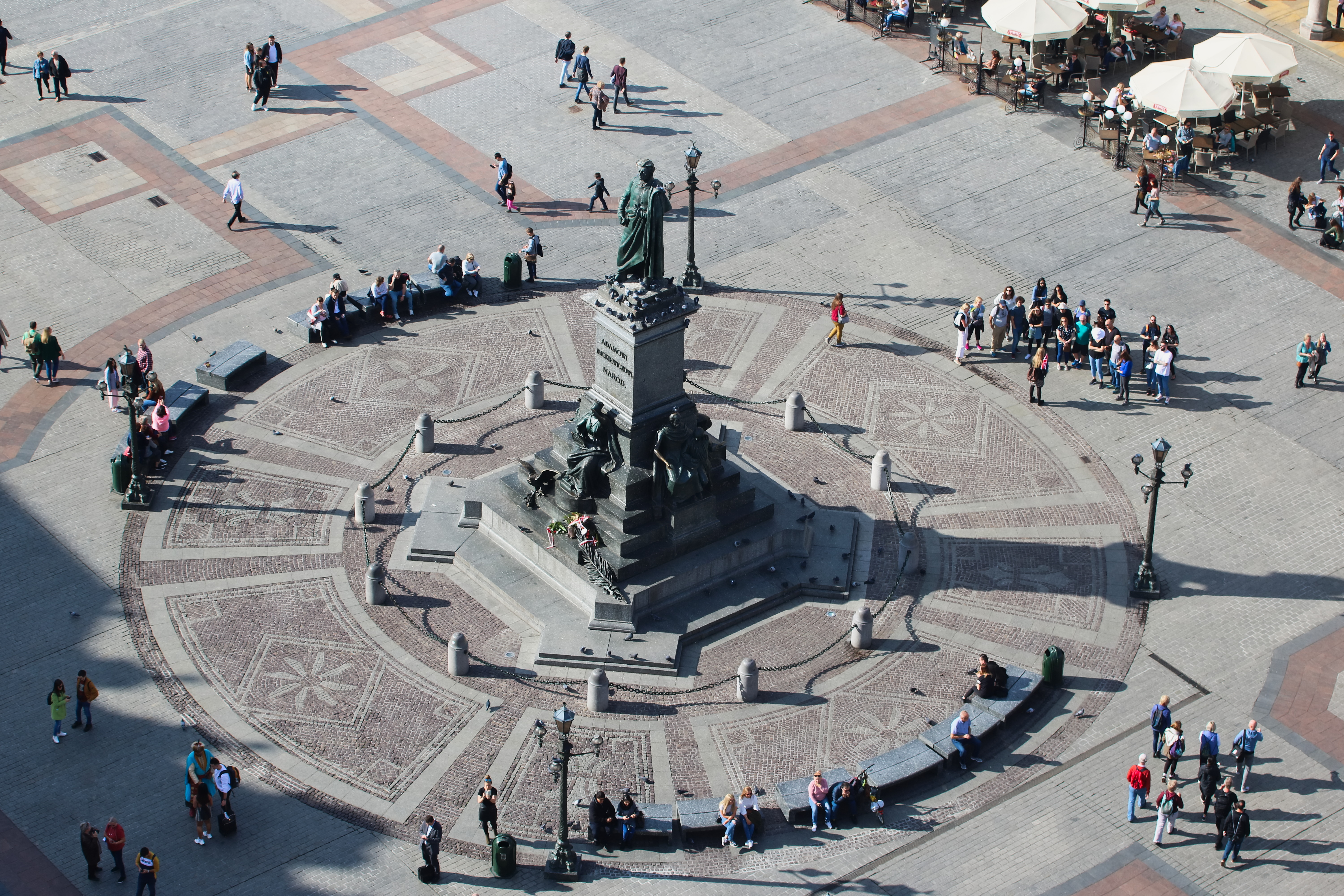
Vue depuis l’église Sainte-Marie.